# 軍事参謀委員会
軍事参謀委員会（ぐんじさんぼういいんかい Military Staff Committee,MSC）とは、国際連合安全保障理事会下の組織。国際連合憲章第7章第47条に基づき設置されており、安全保障理事会に対して、軍備規制・縮小に関する助言並びに国連軍編成に関する助言およびその指揮を執る。

## 概要
安全保障理事会の常任理事国の参謀総長又はその代表者で構成されている。委員会の目的として、憲章第26条において安全保障理事会に対し軍備規制・縮小に関する助言を与えること、および第7章の強制措置に基づいて編成された国連軍の指揮を執ることが定められている。ここにおける国連軍は、憲章第7章第43条の特別協定に基づいて各国から安全保障理事会に提供された兵力である。軍事参謀委員会は、安全保障理事会に対し、各国への兵力量の割り当てや兵力使用計画作成の助言を行うとされる。
1946年1月25日採択の国際連合安全保障理事会決議1は、軍事参謀委員会に関するものであり、委員会の召集・設立を命じている。
しかしその後、冷戦等の理由で、国際連合憲章が構想していた第43条から第47条に基づく、加盟国からの特別協定による兵力提供を受けた国連軍の設立およびそれを用いた強制措置による制裁戦争は一度も行われておらず、軍事参謀委員会も主に平和維持活動を議題に定期的に会合する程度である。マルタ会談での冷戦終結後の湾岸戦争の際に武力行使容認決議に賛成した当時のソ連大統領ミハイル・ゴルバチョフは多国籍軍の指揮権を軍事参謀委員会に委ねることを提案したものの、米国に斥けられた。2005年3月にはコフィー・アナン事務総長が国連改革の一環として軍事参謀委員会の廃止を提言するなど、委員会のあり方が議論の対象となった。